# 陶卡奇
陶卡奇，是匈牙利维斯普雷姆州所辖的一个村，总面积19.13平方公里，总人口848，人口密度44.3人/平方公里（2010年1月1日）。